# 金高哲
金 高哲（キム・ゴチョル、韓国語：김고철 ）は北朝鮮生まれの脱北者で、彼とその家族は瀋陽総領事館北朝鮮人亡命者駆け込み事件で広く知られている。
現在、彼は家族と韓国のソウルに住み、代理店で自動車販売員として働いているほか、北朝鮮の人権問題と脱北者生活問題に関心を持つ活動家でもある。

## 経歴
金は北朝鮮で生まれたが、父の出身性が悪くて平壌政府から両江道三水群に追放された。1997年、金の父親が当時の最高指導者である金正日を批判し、強制収容所に投獄され、生死は不明。
北朝鮮は指導者、政府、党の不満を政治犯とみなし、連座法を実施して家族を刑務所に送るため、金高哲一家は脱北を試みた。
1999年7月、彼らは北朝鮮の国境を越えて中国に来て、吉林延辺に一年隠れていたが、その後公安に発見され、北朝鮮に送還された。
北朝鮮に戻った後、キム・ゴチョルは監禁されたが、体が弱くて花台郡病院に移送されて治療を受けた。その間、彼はこの機会を利用して家を逃れ、釈放された妻の李貴玉と娘の金韓美らと再び逃亡した。彼らは中国国境に到着した後、現地の北朝鮮の人権に関心を持つ団体に収容され、領事館に政治亡命を求めた。
2002年5月8日、金氏一家5人は瀋陽の日本総領事館に侵入しようとした。しかし、金家が総領事館に入ることに成功した直後、中国人民武装警察隊に強引に拉走された。
この事件はその後、メディアの注目を集め、日中両国間の外交騒動を引き起こし、間もなく日中韓三国との協議を経て、中国側は金家五人を15日間拘留した後、フィリピンを経由して韓国に転送することを決定した。
2002年5月23日、キム家は韓国に到着し、現地の政治的庇護と居留権を得た。
韓国に来たキム・ゴチョルはその後、政府からソウルに住み、ナイトクラブで働くように手配されたが、その後、身分の問題でお客さんと衝突して解雇された。その後、彼は政府からの援助金を利用してコンピューター修理店を開いたが、失敗した。

## 著書
- キム・グァンチョル家 著、文国韓 訳『ハンミちゃん一家の手記 : 瀋陽日本総領事館駆け込み事件のすべて』文藝春秋、2002年11月。